# Waldere
Waldere es el nombre por el que se conocen convencionalmente a dos fragmentos de un poema épico perdido escrito en inglés antiguo, descubiertos en 1860 por E. C. Werlauff, un bibliotecario de la biblioteca real danesa de Copenhague, donde se conservaban, probablemente vendidos como consecuencia de disolución de los monasterios en las islas británicas.
Los fragmentos parecen pertenecer a una historia mucho más amplia. Por lo que se deduce, la obra se divide en dos partes, escritas en tiempos diferentes, cuyas fechas se desconocen. Fue publicada con el título de Waldere en 1860 por George Stephens, y posteriormente por R. Wulker en 1881, formando parte del primer volumen de Bibliothek der angel-sächsischen Poesie. Otras primeras ediciones fueron el quinto volumen de Göteborgs högskolas årsskrift (por Peter Holthausen en 1899), y dos traducciones importantes al inglés actual, comentadas: la de F. Norman en 1933 y la de Arné Zettersten en 1979.

## Argumento
Los fragmentos son del género épico, y narran las aventuras de Walter de Aquitania, personaje ficticio que también aparece en otros textos noruegos, germanos y polacos, entre los siglos X y XIII. Waldere es la única versión anglosajona que se conoce del héroe.
Es la historia de Waldere (en inglés moderno, Walter) y Hildegyth, quienes ambicionan el tesoro de acero de la corte de Atila. Se encuentran con otros dos hombres que andan tras el tesoro: Hagena y Guthhere, rey de los burgundios. El poema narra la confrontación entre ambas parejas.